# Croton aridus
Espèce
Croton aridus est une espèce de plantes à fleurs du genre Croton et de la famille des Euphorbiaceae, présente en Australie.